# Каракорум

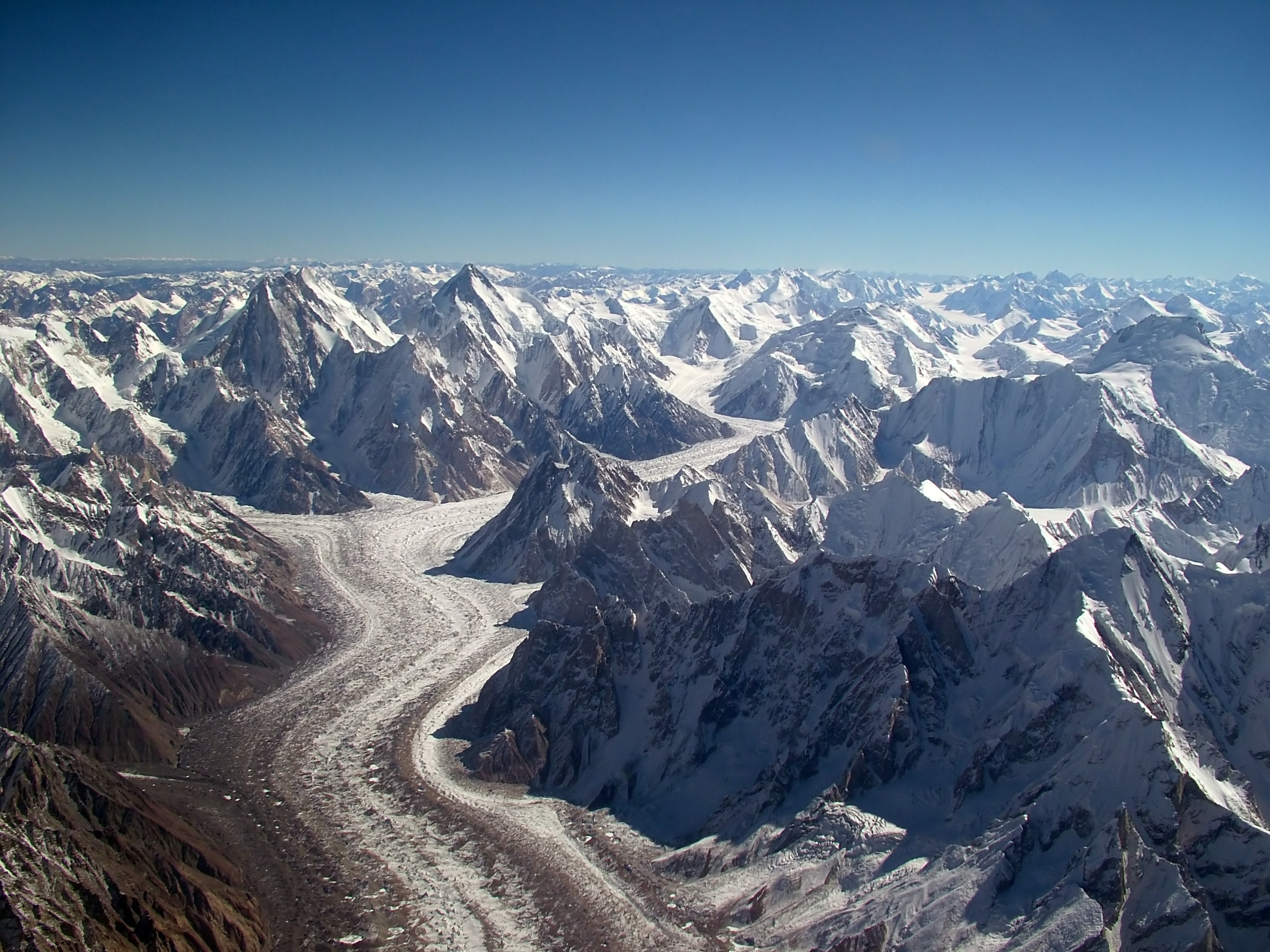
Льодовик Балторо

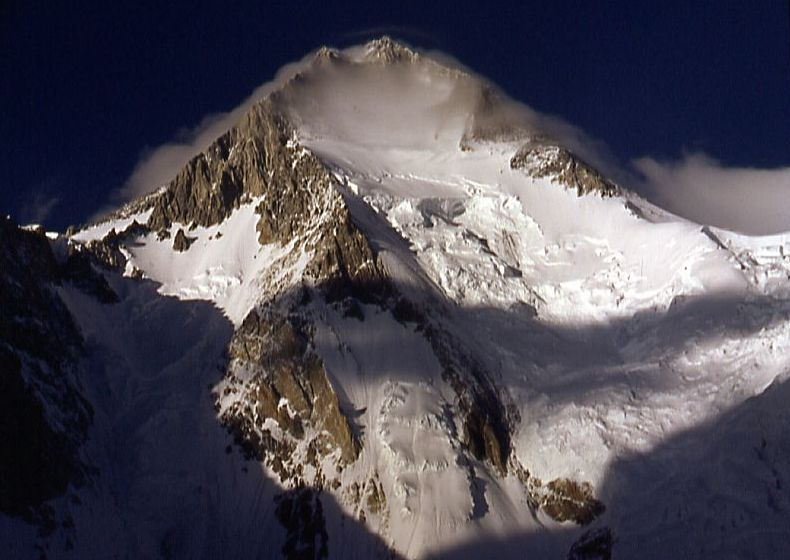
Хідден-пік (8080 м)

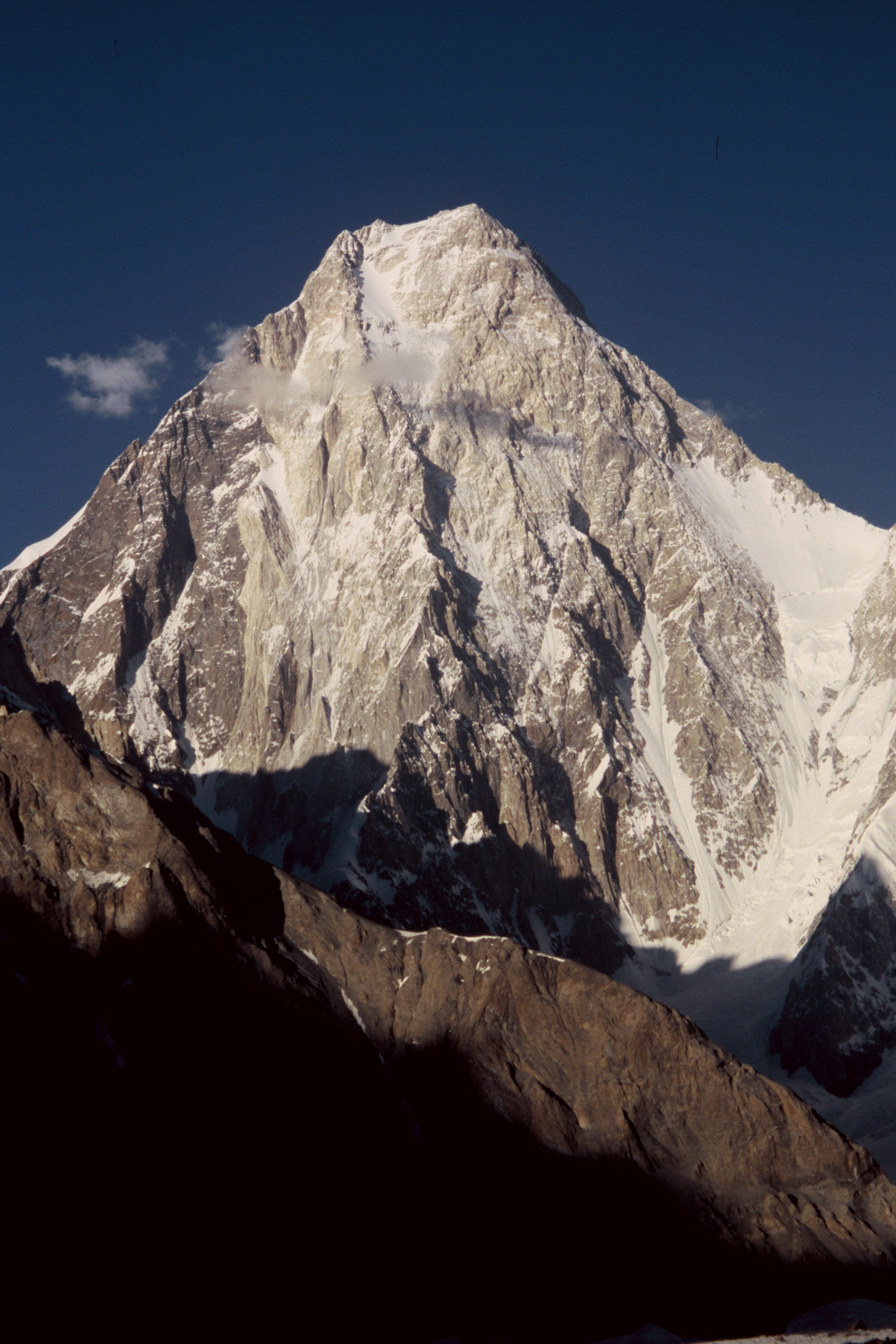
Гашербрум IV (7925 м)

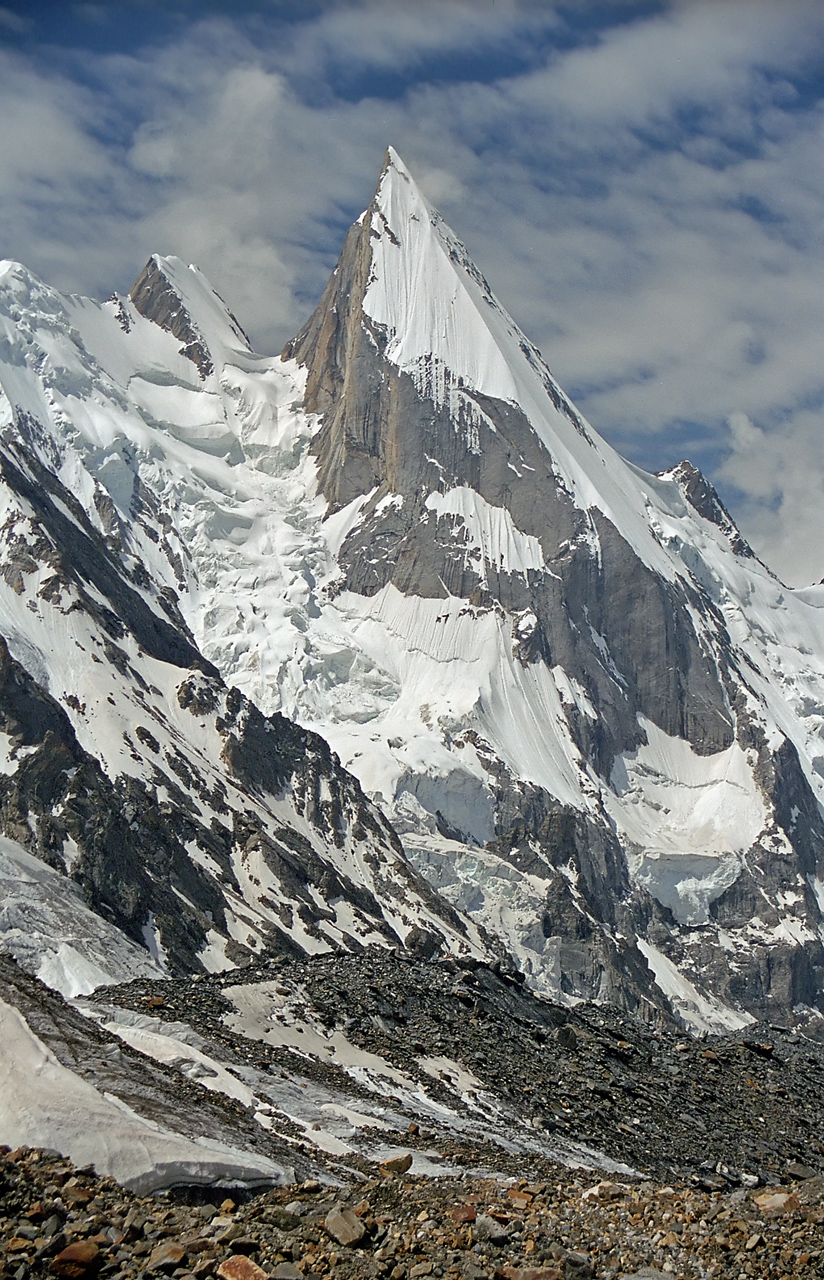
Лайла Пік (6096 м)

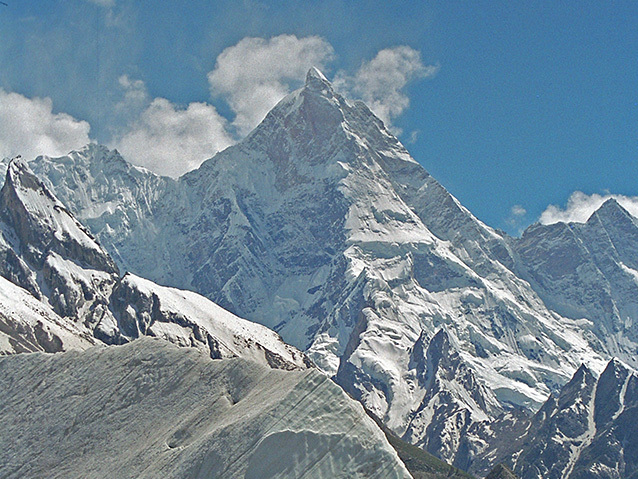
Машербрум (7821 м)

Каракорум (кит.: 喀喇昆仑山脉, урду سلسلہ کوہ قراقرم, гінді काराकोरम) — гірська система в Центральній Азії, в межах Індії, Китаю й Пакистану. Довжина — понад 800 км, ширина — 240 км. Висота до 8611 м. Характерні паралельні хребти з крутими пасмами.
Одна з найвищих на земній кулі, Розташована на північний схід від західних пасом Гімалаїв, між 34,5° і 36,5° північної широти і 73,5° і 81° східної довготи. Охоплює межі Пакистану, Китаю, і Індії. Назва Каракорум означає «чорний гравій» у тюркських мовах, оскільки більшу частину його льодовиків вкрито бутом.
Каракорум має майже шістдесят піків вищих, за 7000 м, зокрема Чоґорі (K2), друга за висотою вершина світу (8611 м). Більшість цих піків розташовано у Пакистані. Пасмо має найбільше льодовиків серед розташованих за межами полярних регіонів. Льодовик Сіачен довжиною 70 км і Льодовик Біафо довжиною 63 км посідають друге та третє місце у світі за межами полярних регіонів[джерело?]. Льодовики Балторо і Батура в Каракорумі мають довжину 57 км, стільки ж, як і — Брюгген або Льодовик Pio XI у південному Чилі[джерело?].
Каракорум переходить на північному сході у Тибет, а на півночі (через Ваханський коридор) — у Памір. На захід від північно-західного краю Каракоруму лежить Гіндукуш. Південну межу Каракоруму сформовано річками Гілгіт, Інд та Шиок, які відокремлюють пасмо від північно-західного кінця Гімалаїв.
Через велику висоту та нерівності, Каракорум має меншу щільність населення, ніж частини Гімалаїв, що лежать на сході.
Європейські дослідники вперше відвідали гори на початку XIX сторіччя. Експедиція полковника Франциск Янгхасбенд перетнула гори 1887 року. Долини у верхів'ях річки Гунза було досліджено Джорджем Сокреллі 1892 року. Дослідження у 1910-х і 1920-х відкрили більшу частину географії регіону[джерело?].

## Геологія
Каракорум і Гімалаї важливі для вчених з кількох причин.
Це одні з найбільш геологічно активних ділянок у світі, на межі континентів, що стикаються. Тому вони важливі у вивченні тектоніки плит.
Гірські льодовики слугують індикатором зміни клімату, наступаючи і відступаючи за тривалими змінами в температурі й опадах. Ці обширні пасма, можливо, навіть викликали зміни клімату, коли вони утворилися (понад 40 мільйонів років тому)[джерело?]. Велика кількість скель видалила з атмосфери багато вуглекислоти[джерело?]. Цей процес міг викликати зменшення парникового ефекту та глобальне похолодання, розпочавши низку льодовикових періодів, що тривають і зараз[джерело?].
У Каракорумі виявлені золото, берилій, молібден, сірка (дрібні постмагматичні родовища), джерела мінеральних вод.
Західна частина, яку іноді називають Мустаг (крижаний хребет), менш крута, ніж східна, і складає частину величезного суцільного підняття, від якого розходяться багато хребтів Азії. На північ від Каракоруму лежить східний (Китайський) Туркестан, і через перевал Каракорум (5654 м) між містами Лех в Ладакху і Хотаном є шлях з Індії до східного Туркестану. 1979 року через Каракорум прокладено Каракорумське шосе, яке з'єднує китайське місто Кашгар з містом Хассанабдал у Пакистані.
Середня висота гребеня значно перевищує 6000 м, а головна вершина Каракоруму Дапсанг (К-2, Чогорі) висотою 8611 м — друга за висотою на земній кулі, поступаючись лише Евересту (Джомолунгмі) в центральних Гімалаях (8845 м).

## Клімат
Каракорум значно вищий західного пасма Гімалаїв та пасма Лех, і вологе повітря з рівнин Індії та сусідніх морів вільно доходить до нього, тому на південних схилах випадають рясні сніги, з червня по вересень — на великих висотах, а з січня по квітень — і нижче. Завдяки цим снігам Каракорум має найбільші льодовики серед хребтів Азії і навіть серед усіх хребтів помірних широт. Вони доходять до 8000 м над рівнем моря, льодовик Біафо спускається трохи нижче, а верхня межа лісів підіймається на 500 м вище[джерело?].
Значний простір схилів хребтів влітку звільняється від снігу і рясно зрошується дощами, тому рослинність розкішна. Попри те, що на однаковій висоті клімат на південних схилах набагато тепліший, ніж на північних, снігова лінія на північних схилах розташована вище (5920 м; на південних — 4675 м)[джерело?]. Унаслідок дощового сутінку там випадає порівняно мало снігу і випаровування на сухому повітрі більше.

## Найвищі піки
Найвищі вершини Каракоруму:
- Чоґорі (K2) (8611 м)
- Хідден-пік (8080 м)
- Броуд-пік (8051 м)
- Гашербрум II (8035 м)
- Гашербрум III (7952 м)
- Гашербрум IV (7925 м)
- Дістагіль-Сар (7885 м)
- Куніанг-Кіш (7852 м)
- Машербрум (7821 м)
- Батура-Сар (7795 м)
- Ракапоші (7788 м)
- Батура II (7762 м)
- Канжут-Сар (7760 м)
- Салторо-Кангрі (7742 м)
- Батура III (7729 м)
- Сасер-Кангрі (7672 м)
- Чоголіза (7665 м)
- Пассу-Сар (7478 м)
- Малубітінг (7458 м)
- Сіа-Кангрі (7422 м)
- К12 (7428 м)
- Скіл-Брум (7410 м)
- Харамош (7397 м)
- Ультар-Сар (7388 м)
- Момгіль-Сар (7343 м)
- Байнта-Брак (7285 м)
- Балтистан Пік (7282 м)
- Музтаг-Тауер (7273 м)
- Діран (7266 м)
- Гашербрум V (7147 м)